# Flying Fish Cove
Flying Fish Cove (literalmente La cala del pez volador) es el asentamiento más importante y la capital de la Isla de Navidad. La ciudad se encuentra bañada por las aguas del océano Índico. En muchos mapas la ciudad aparece simplemente como «The Settlement» (el asentamiento). Se trata del primer asentamiento inglés en la isla, establecido en 1888.
Alrededor de una tercera parte de la población del territorio reside en Flying Fish Cove. El asentamiento se encuentra localizado en el extremo noreste de la isla. Dispone de un pequeño puerto que presta servicio a los yates propiedad de turistas, así como de un pequeño aeródromo situado algunos kilómetros al sureste. Además es posible bucear en las playas de Flying Fish Cove. La población está formada en su mayoría por chinos, una minoría de malayos y una escasa presencia de australianos.
Latitud: -10.4166700 , Longitud: 105.7166700 Población (censo 2001) = 859 Hab.